# Cacyreus virilis
Cacyreus virilis là một loài loài bướm thuộc họ Lycaenidae. Loài này có ở Nam Phi tới Zimbabwe, qua miền trung và đông châu Phi tới miền nam và tây Arabia.
Sải cánh từ 24–26 mm đối với con đực và 24–27 mm đối với con cái. Cá thể trưởng thành mọc cánh quanh năm, đỉnh điểm từ tháng 11 tới tháng 2.
Ấu trùng ăn hoa của các loài Lamiaceae khác nhau, bao gồm Coleus, Salvia, Calamintha và Lavandula.